# Глін Пардо
Глін Пардо (англ. Glyn Pardoe, 1 червня 1946, Вінсфорд — 26 травня 2020, Манчестер) — англійський футболіст, що грав на позиції захисника, нападника. По завершенні ігрової кар'єри — тренер.
Виступав, зокрема, за клуб «Манчестер Сіті», а також молодіжну збірну Англії.
Чемпіон Англії. Володар Суперкубка Англії з футболу. Володар Кубка Англії з футболу. Володар Кубка англійської ліги. Володар Кубка Кубків УЄФА.

## Клубна кар'єра
Народився 1 червня 1946 року в місті Вінсфорд. Вихованець футбольної школи клубу «Манчестер Сіті». Дорослу футбольну кар'єру розпочав 1962 року в основній команді того ж клубу, кольори якої і захищав протягом усієї своєї кар'єри гравця, що тривала цілих п'ятнадцять років.  Більшість часу, проведеного у складі «Манчестер Сіті», був основним гравцем команди. За цей час виборов титул чемпіона Англії, ставав володарем Суперкубка Англії з футболу, володарем Кубка Англії з футболу, володарем Кубка англійської ліги, володарем Кубка Кубків УЄФА.

## Виступи за збірну
У 1969 році залучався до складу молодіжної збірної Англії. На молодіжному рівні зіграв у 4 офіційних матчах.

## Кар'єра тренера
Розпочав тренерську кар'єру відразу ж по завершенні кар'єри гравця, 1976 року в якості тренера молодіжної команди клубу «Манчестер Сіті». Досвід тренерської роботи обмежився цим клубом.
Помер 26 травня 2020 року на 74-му році життя у місті Манчестер.

## Титули і досягнення
- Чемпіон першого дивізіону Англії (1):

«Манчестер Сіті»: 1967-1968
- Володар Суперкубка Англії з футболу (1):

«Манчестер Сіті»: 1968
- Володар Кубка Англії з футболу (1):

«Манчестер Сіті»: 1968-1969
- Володар Кубка англійської ліги (1):

«Манчестер Сіті»: 1969-1970
- Володар Кубка Кубків УЄФА (1):

«Манчестер Сіті»: 1969-1970